# Мулга
Мулга (Pseudechis australis) е змия от семейство Аспидови (Elapidae). Към този род принадлежат още пет вида змии: Черна Аспида (Ps.Porphyriacus), Папуаска Аспида (Ps.Papuanus), (Ps.Colletti), (Ps.Butleri), (Ps.Guttatus). Синоними: Кафява Кралска змия, Австралийска Кралска змия, Кафяв Крал.

## Разпространение и местообитание
Цяла Австралия без източното и южното крайбрежие, провинция Виктория, о.Тасмания и Централните пустини. Среща се в Евкалиптови и други гори, храсталаци, ниви, плантации, градски предградия.

## Физически характеристики
Едра змия. На дължина достига до около 2 m (2,4), (до 3 непотвърдено). Женските са по-дълги от мъжките. Главата е малка, свързана с тялото. На цвят е от светло-жълтеникаво кафява до червено-кафява, тъмнокафява, бордо, рядко черна. Коремът е малко по-светъл.Силно отровна. Отровните зъби са предни, средно дълги (0,7 — 1 ) cm. Отровата е невротоксична и хемотоксична. При едно ухапване инжектира сравнително голямо количество (80 – 120(150)) мг.

## Начин на живот
Активна привечер и нощем. Изключително агресивна змия. Основно се храни с други змии и жаби, рядко с малки двуутробни и гризачи. Снася между 10 и 20 яйца, които се излюпват до 80 дена. Новоизлюпените змийчета са не по-малко отровни от възрастните. Плува много добре. В някои райони на Северна Австралия води полуводен начин на живот. Самата тя е честа плячка на някои видове Варани.